# Parque Geólogo José Royo (Castellón)
El parque del Geólogo José Royo, es uno de los tres parques públicos que existen en Castellón de la Plana, situado en la zona sureste de la ciudad, en el barrio del Peri 18. Se caracteriza por su gran variedad de especies botánicas y su lago, en el cual cobran vida innumerables especies acuáticas de agua dulce
- Datos: Q6062224
- Multimedia: Parc del Geòleg José Royo Gómez / Q6062224